# Virtual Theatre
Il Virtual Theatre è un sistema per la creazione di videogiochi sviluppato dalla Revolution Software allo scopo di facilitare la realizzazione di avventure grafiche. Il motore, ideato e sviluppato da Charles Cecil, Tony Warriner, David Sykes e Dan Marchant, diede modo ai membri del team di predisporre eventi e muovere elementi grafici contro un fondale predisegnato tramite un sistema punta-e-clicca.
Quando il sistema fece la sua prima comparsa con il gioco Lure of the Temptress [1], nel 1992, entrò subito in competizione con gli analoghi engine grafici della Lucasarts (lo SCUMM) e della Sierra (il Creative Interpreter). Il Virtual Theatre si differenziò dai concorrenti, almeno nei primi tempi, per merito di alcune novità: in primo luogo il sistema permette ai personaggi non giocanti, generalmente statici nei giochi d'avventura, di compiere dei movimenti prestabiliti apparentemente casuali, in modo da interagire con il giocatore in luoghi diversi; inoltre, ogni singolo oggetto dell'area di gioco è solido, impedendo così il passaggio involontario attraverso le superfici. Queste caratteristiche contribuirono a creare un ambiente di gioco più realistico rispetto alla media dei giochi dell'epoca.
La principale critica mossa al Virtual Theatre fu dovuta al fatto che in alcuni casi, senza volerlo, i personaggi non giocanti potevano bloccare il passaggio del giocatore. Questo difetto fu parzialmente risolto con l'avvento di Broken Sword: l'ombra dei templari, in cui i personaggi possono essere attraversati dal giocatore in questi casi estremi, a discapito del realismo.
Il sistema, opportunamente revisionato e potenziato con l'avanzare degli anni, è caduto in disuso in seguito all'abbandono del 2D da parte della Revolution, che ha così dovuto elaborare un nuovo engine grafico per i videogiochi a tre dimensioni.

## Piattaforme supportate
Il Virtual Theatre è stato originariamente sviluppato per le seguenti piattaforme:
- Amiga
- Atari ST
- PC (DOS e Windows)
- Macintosh
- PlayStation

Attualmente, i videogiochi che supportano questo engine possono essere giocati tramite la piattaforma ScummVM. Ciò ha indirettamente esteso il supporto anche a macOS, Windows CE, Linux e Nintendo DS.

## Giochi che usano Virtual Theatre
- Beneath a Steel Sky
- Broken Sword: Il segreto dei Templari
- Broken Sword II: La profezia dei Maya
- Circle of Blood
- King's Quest VI: Heir Today, Gone Tomorrow
- Lure of the Temptress